# Руза (річка)
Ру́за (рос. Руза) — річка в Московської області Росії, ліва притока річки Москви.

## Назва
Гідронім Руза має балтійське походження: його порівнюють з латис. ruosa («вузький луг зі струмком, розташований між полями та лісами»). На територіях, розташованих західніше (верхів'я Дніпра, Прибалтика, басейн Вісли), трапляється багато однокореневих назв: Рузка, Раузе, Роусе, Руз, Рузиця. Спорідненою вважається і назва річки Русса — притоки Лобі.

## Гідрографія
Витік знаходиться на східній околиці села Мале Круте, протікає по території міського округу Шаховська, Волоколамського району і Рузького міського округу. Довжина — 145 км, площа басейну — 1990 км², ширина — до 50 м. Глибина незначна. Середньорічна витрата води біля міста Руза — 13,1 м³/с. Замерзає наприкінці листопада, скресає в квітні. Найбільша притока — Озерна. Тече майже на всьому протязі на південний схід в межах Московської височини.

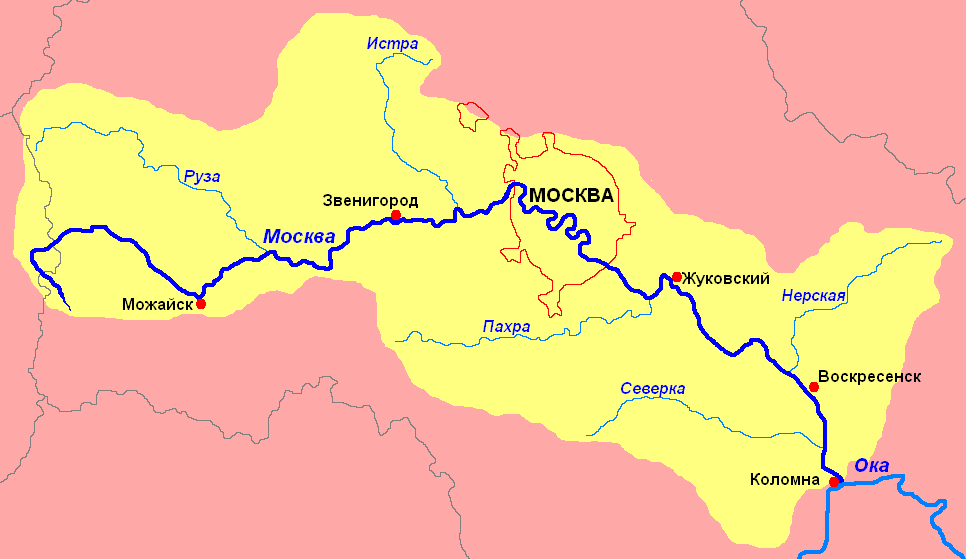
Басейн річки Москви

На Рузі розташовані Верхньорузьке і Рузьке водосховища, що є частиною Вазузької водної системи і служать резервуарами для водопостачання Москви.
На правому березі Руза, в 1 км на південь від колишнього села Неждіно, знаходиться Неждінське городище, культурний шар якого належить до епохи Залізної доби (дяковська культура) і давньоруського часу (XII—XIII століття).
У районі селища Горбово знаходиться нині недіюча Горбовська гідроелектростанція. Була побудована в 1953 році паралельно з появою в селищі целюлозної фабрики. Маючи порівняно невелику, близько 0,5 МВт, потужність, за допомогою двох генераторів виробляла електрику як для підприємства, так і для населеного пункту. Ставши непотрібною після закриття фабрики, в 2002 році припинила функціонування. Засувки шлюзу були демонтовані, а вода з водосховища, площа якого становила близько двох тисяч квадратних метрів, спущена.

## Притоки
(відстань до гирла)
- 27 км: Озерна (лв)
- 44 км: Права Педня (пр)
- 45 км: Педня (лв)
- 62 км: Волошня (лв)
- 102 км: Костинка (Хлупня) (лв)
- 112 км: Мутня (пр)
- 124 км: Біла (лв)
- 128 км: Жаровня (пр)

## Дані водного реєстру
За даними державного водного реєстру Росії належить до Окського басейнового округу, водогосподарська ділянка річки — Руза від витоку до Рузького гідровузла, річковий підбасейн річки — басейни приток Оки до впадіння Мокші. Річковий басейн річки — Ока.
За даними геоінформаційної системи водогосподарського районування території РФ, підготовленої Федеральним агентством водних ресурсів:
- Код водного об'єкта в державному водному реєстрі — 09010101112110000023201
- Код з гідрологічної вивченості (ГВ) — 110002320
- Код басейну — 09.01.01.011
- Номер тома за ГВ-10
- Випуск за ГВ-0